# فقط خدا می‌دونه (فیلم)
فقط خدا می‌دونه (اسپانیایی: Sólo Dios Sabe‎ ; پرتغالی: Só Deus Sabe) یک فیلم سینمایی درام مکزیکی-برزیلی محصول سال ۲۰۰۶ میلادی به کارگردانی کارلوس بولادو است.
آلیس براگا در نقش دلوورز، یک زن برزیلی، که با دمیان (دیه‌گو لونا) ملاقات می‌کند، مکزیکی است که پس از سرقت پاسپورتش به او کمک می‌کند تا به مکزیکو سیتی برسد.
این اولین فیلمی است که به‌طور مشترک توسط این دو کشور تولید شده‌است. فیلمبرداری در سال ۲۰۰۴ در تیخوانا، مکزیکو سیتی، سالوادور، باهیا، سائو پائولو و سن دیگو انجام شده‌است.

## بازیگران
- آلیس براگا درنقش دولورز
- ایزابلا ساس درنقش دولورس جوان
- دیه‌گو لونا درنقش دامیان
- ماریانا مونیز درنقش مادربزرگ
- خوزه ماریا یازپیک درنقش جاناتان
- سسیلیا سوارز درنقش اولیویا
- رناتا ژانتا درنقش رناتا
- دامیان آلکازار
- لی کاو درنقش خانم بیلی